# Scoglio Trachini
Lo scoglio Trachini è un'isola dell'Italia, in Calabria.
Amministrativamente appartiene al comune di Palmi, e sorge non lontano dal centro abitato del Lido di Palmi. Davanti allo scoglio-isola è situata una piccola spiaggia avente lo stesso nome. La spiaggia non è raggiungibile via terra ma solo via mare.